# Сафонов, Михаил Кузьмич
Михаил Кузьмич Сафонов (5 июля 1842 — ?) — торговец, депутат Государственной думы III созыва от Рязанской губернии.

## Биография
Потомственный почётный гражданин. Выпускник Зарайского уездного училища. До 1872 торговал мануфактурными товарами. В течение многих лет состоял членом Зарайской городской управы, в течение 27 лет являлся её секретарём. Владел домом, оценённым в 4 тысячи рублей. К моменту избрания в Думу был вдовцом.
16 октября 1907 года избран в Государственную думу III созыва от Второго съезда городских избирателей Рязанской губернии. Вошёл в состав фракции «Союза 17 октября». Состоял в многих думских комиссиях: по направлению законодательных предположений, о чиншевом праве, по городским делам, о мерах борьбы с пьянством, о мерах по борьбе с пожарами. Был членом комиссии по военным и морским делам на первой сессии Думы, но выбыл из неё во время 2-й сессии. Выступил с докладом комиссии по направлению законодательных предположений и докладом согласительной комиссии.
20 сентября 1912 года во время кампании по выборам в IV Думу М. К. Сафонов столкнулся с противодействием властей его общению с избирателями. Исправник запретил ему выступать с докладом о его работе в Государственной Думе в зале церковноприходского училища, «единственно удобном в городе», хотя Сафонов до этого уже четыре раза читал в нём свои доклады. Городской голова Н. И. Ярцев также отказал в этой просьбе, мотивируя возможным недовольством рязанского губернатора. Об этом инциденте бывший депутат 3-й Думы телеграфировал министру внутренних дел. Газета «Новое время» так комментировала этот эпизод: 

"Изумительно, что этот отказ, сделан человеку, 41 год бессменно состоящему гласным городской думы, 36 лет прослужившему членом управы и городским секретарём,
человеку, никоим образом не могущему быть причисленным к разряду «неблагонадёжных»!
В IV Государственную Думу М. К. Сафонов избран не был  — избрания удостоился зарайский городской голова Николай Иванович Ярцев, октябрист, как и Сафонов.
Дальнейшая судьба и дата смерти М. К. Сафонова неизвестны.

### Архивы
- Российский государственный исторический архив. Фонд 1278. Опись 9. Дело 705.